# SIRIKT
SIRIKT  - Splet izobraževanja in raziskovanja z IKT je mednarodna konferenca , ki povezuje dolgoletno tradicijo konferenc MIRK z širšimi vsebinami:
- Srečanje uporabnikov Arnes združuje uporabnike različnih segmentov izobraževanja, raziskovanja in kulture okrog tematike novih tehnologij, omrežnih storitev in tehnološke podpore mednarodnemu sodelovanju v Evropi.
- Aktivno učenje in IKT obravnava e-metode učenja in poučevanja na vseh stopnjah izobraževanja od vrtca do univerze.
- Vodenje informatizirane šole pa zadeva vse, ki jih zanima načrtovanje informatizirane šole.

Teme konference so inovativna uporaba IKT v pedagoškem procesu in pri vodenju šole, pregled trendov in razvoja na področju omrežnih storitev v izobraževalnih in raziskovalnih omrežjih, mednarodno sodelovanje in projekti, ki temeljijo na uporabi IKT.
Konferenca poteka v Kranjski Gori aprila.